# Flavia Maximiana Theodora
Flavia Maximiana Theodora (bekend als Theodora) was de dochter van Maximianus I Herculius der Romeinen en zijn vrouw Eutropia, Flavia Maximiana Theodora trouwde eerst met Hannibalianus der Romeinen. Zij is van hem gescheiden en daarna opnieuw getrouwd met Maximianus, tetrarch van het westelijk deel van het Romeinse Rijk. Haar vader was in 292 consul en pretoriaanse prefect onder keizer Diocletianus. 
Theodora trouwde in 293 met Flavius Julius Valerius Constantius (later bekend als Constantius Chlorus), nadat deze van zijn eerste vrouw, Helena van Constantinopel, was gescheiden om zijn politieke positie te versterken. Constantius Chlorus werd na het aftreden van Diocletianus en Maximianus in 305 tot keizer uitgeroepen.
Het echtpaar kreeg zes kinderen:
- Flavius Dalmatius;
- Julius Constantius, de vader van Romeinse keizer Julianus;
- Hannibalianus (moet zijn overleden voor de keizerlijke zuiveringen van 337, omdat hij niet wordt genoemd als een van de slachtoffers);
- Anastasia;
- Flavia Iulia Constantia, de echtgenote van de Romeinse keizer Licinius;
- Eutropia, de moeder van Nepotianus.